# Neorhacodinae
Neorhacodinae (лат.) — подсемейство наездников-ихневомнид (Ichneumonidae).

## Описание
Наездники-ихневмониды мелких размеров (длина переднего крыла около 2 мм). Клипеус апикально выпуклый, край усеченный; мезосома удлиненная; стернаули мезоплеврони отсутствуют или короткие; метаплеврон без ямки под плевральным килем; проподеум без поперечного киля. Переднее крыло без ареолы (жилки 2/Rs и 3r-m отсутствует), со 2-4-й абциссами жилки M, начинающимися в ячейке 2R1, а жилка 2m-cu полувидимая; метасомальный тергит 1 длинный, но сужен в передней части, с присутствующей, но слабой глимой; метасома дорсовентрально вдавлена; яйцеклад в 0,4—1,3 раза длиннее задней голени, дорсальная субапикальная выемка отсутствует. Биология малоисследована. Вероятно, эндопаразит; выращены из гнезд ос рода Spilomena (Pemphredonidae).

## Систематика
Мировая фауна включает около 10 видов. Группа с неоднозначным систематическим положением и в филогенетическом исследовании 2019 года прямо сказано, что авторы не могут «сделать никаких точных заявлений относительно родственных связей Neorhacodinae». Наиболее точное заявление о родстве, которое было сделано для Neorhacodinae, заключается в том, что это подсемейство, по-видимому, принадлежит incertae sedis внутри клады Ophioniformes. Таунс (1969) первоначально поместил эти два рода как трибу в состав Banchinae, но позже (1970b) выделил их в отдельное подсемейство на основании имаго, личиночных и биологических признаков. Первоначально Рушка (1922) описал Rhacodes Ruschka в собственном подсемействе в Braconidae. Хедике (1922) отметил, что имя таксона Rhacodes было заняот ракообразным Rhacodes Koch и переименовал таксон в Neorhacodes Hedicke, изменив название подсемейства на Neorhacodinae. Причиной, по которой этот вид был помещен в Braconidae, является очевидное отсутствие жилки 2m-cu переднего крыла. Роман (1923), используя отраженный свет, пришел к выводу, что жилка 2m-cu присутствует, и поэтому переместил Neorhacodes в Ichneumonidae, поместив его в подсемейство Pimplinae. Кушман (1940) описал второй род (Romaniella Cushman). Таунс (1945) включил Neorhacodes в список «родов неопределенного подсемейства», а затем переместил его в Banchinae в качестве трибы (Neorhacodini) (Townes and Townes 1951). Позднее Таунс (Townes, 1971) повысил статус Neorhacodini до подсемейства, поместив его между Lycorininae и Banchinae. Недавно Квик и др. (2009) обнаружили, что Neorhacodes enslini кластеризуется с экземплярами Tersilochinae и «группой Phrudus» Phrudinae, и впоследствии формально синонимизировали Neorhacodinae (и группу Phrudus) внутри Tersilochinae. Наконец, Брод (2016) рассматривает Neorhacodinae как отдельное подсемейство, а не как синоним Tersilochinae.
- Eremura Kasparyan, 1995
  - Eremura perepetshaenkoi Kasparyan, 1995 — Испания, Туркменистан[10]
  - Eremura turcmenica Kasparyan, 1995 — Туркмения
- Neorhacodes Hedicke, 1922 (= Rhacodes Ruschka, 1922)
  - Neorhacodes brevicauda Cushman, 1940 — США (Аризона), Мексика[6]
  - Neorhacodes enslini (Ruschka, 1922)[4] — Европа, Палеарктика
  - Neorhacodes loncicauda Cushman, 1940 — США (Колорадо)
- Romaniella Cushman, 1940
  - Romaniella exsulcata Cushman, 1940 — Бразилия